# Ivančići (Chorwacja)
Ivančići – wieś w Chorwacji, w żupanii zagrzebskiej, w mieście Jastrebarsko. W 2011 roku liczyła 198 mieszkańców.